# Dino Skender
Dino Skender, hrvaški nogometni trener, * 10. december 1983, Osijek.

## Vodstvena kariera
Skender je začel svojo trenersko kariero pri 34. letih, kot glavni trener druge ekipe NK Osijek v Hrvaška druga liga. 30.marca 2019, je na priporočilo Zoran Zekića, bil napoten v prvo ekipo NK Osjeka. Skender je bil odpuščen v klubu NK Osijek na 21. Septembra 2019.
Skender je bil 19. junija 2020 imenovan za glavnega trenerja slovenskega kluba PrvaLiga Olimpija Ljubljana . 